# Jan Chrzciciel Machado
Jan Chrzciciel Machado SJ, port. João Baptista Machado, Joao Baptista Maciado (ur. 1580 w Angra do Heroísmo, zm. 22 maja 1617 w Koori) – błogosławiony Kościoła katolickiego, męczennik, portugalski prezbiter z zakonu jezuitów, ofiara prześladowań antykatolickich w Japonii, zamordowany z nienawiści do wiary (łac) in odium fidei.

## Życiorys
Pochodził z Angra do Heroísmo, miasta leżącego na portugalskiej wyspie Terceira (Azory). Pod wpływem listów ojca Franciszka Ksawerego zdecydował apostołować na Dalekim Wschodzie. Edukował się w kolegium jezuitów w Coimbra i tam 10 kwietnia 1597 roku wstąpił do Towarzystwa Jezusowego. Dwa lata po ukończeniu nowicjatu w 1601 roku podjął studia filozoficzne w indyjskim mieście Goa, a później teologiczne w Makau. Po otrzymaniu sakramentu święceń kapłańskich 29 czerwca 1609 roku dotarł do Nagasaki gdzie mógł realizować powołanie duszpasterzując w okolicach Miyako, Fukushimy. Okres w jakim przyszło mu prowadzić ewangelizację zbiegł się z działaniami miejscowych władz mającymi ograniczyć wpływy rosnącej grupy katolików na życie społeczne. Po okresie wzmożonej działalności misyjnej Kościoła katolickiego siogun Hidetada Tokugawa wydał dekret, na mocy którego zakazano praktykowania i nauki religii, zaś wszystkim misjonarzom nakazano opuszczenie Japonii. Rozporządzenie obwarowane groźbą utraty życia dla nieposłusznych rozpoczęło trwające kilka dziesięcioleci krwawe prześladowania chrześcijan. U przełożonych wyprosił zgodę na pozostanie i działalność w ukryciu dzięki czemu kontynuował misje na wyspie Gotō przez kolejne trzy lata. Aresztowany został gdy zadenuncjowano jego posługę kapłańską 21 kwietnia 1617 roku. Więziony był w Ōmurze i Koori (Prefektura Fukushima) wraz z franciszkaninem Piotrem od Wniebowzięcia. Wspólnie odprawiali Msze Święte, pokuty, modlitwy i wspierali się duchowo. Gdy poinformowano ich o wyroku śmierci udzielili sobie sakramentu pokuty i pojednania z radością poddając się egzekucji umacniając w wierze obecnych współwyznawców. Stracono ich przez ścięcie 22 maja 1617 roku na wzgórzach pod Koori.

## Znaczenie

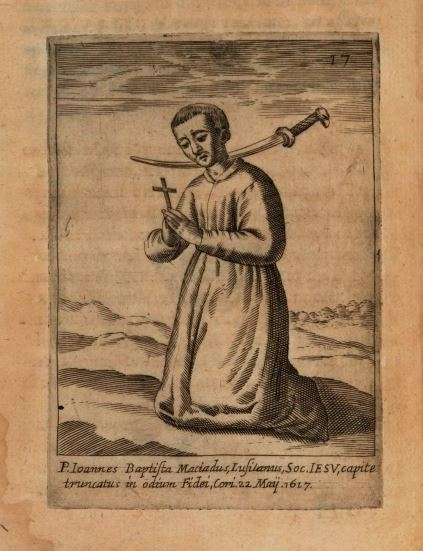
Wizerunek z 1650 r. ilustrujący śmierć Jana Chrzciciela Machado.

Jan Chrzciciel Machado był pierwszym zabitym jezuitą od czasu masakry Męczenników z Nagasaki z 5 lutego 1597. 7 lipca 1867 papież Pius IX beatyfikował Alfonsa z Navarrete i 204 towarzyszy, zabitymi za wyznawanie wiary w krajach misyjnych, wśród których był Jan Chrzciciel Machado i współtowarzysz.
Dies natalis (22 maja) jest dniem, kiedy w Kościele katolickim obchodzone jest wspomnienie liturgiczne błogosławionego, 10 września w rocznicę masakry w Nagasaki w 1622 roku z grupą męczenników japońskich zaś jezuici także 4 lutego.
W 1962 roku papież Jan XXIII ogłosił błogosławionego męczennika patronem diecezji Angra, gdzie jest otoczony szczególnym kultem. W 1991 roku przekazano Janowi Pawłowi II materiały procesu kanonizacyjnego.